# 短吻六鳃魟
短吻六鳃魟（学名：Hexatrygon brevirostra）为六鳃魟科六鳃魟属的鱼类。分布于台湾西南海域等。该物种的模式产地在台湾。